# Marek Pinc
Marek Pinc (né le 20 mars 1979 à Most en Tchécoslovaquie aujourd'hui ville de République tchèque) est un joueur professionnel de hockey sur glace.

## Carrière

### En club
Il commence sa carrière dans la plus haute ligue de son pays, l'Extraliga, en 1996-97 en jouant un match pour le HC Chemopetrol Litvínov.
En 1998-99, il connaît la Coupe d'Europe en tant que doublure de Zdeněk Orct. Il faut attendre la saison 2000-01 avant de le voir s'assurer une saison pleine pour le HC Kladno. Entre-temps, il aura joué une douzaine de matchs pour l'équipe de sa ville natale, le SK HC Baník Most de la seconde division tchèque, la 1.liga.
En 2001, il revient au sein du club de Litvínov mais cette fois-ci en tant que gardien titulaire de l'équipe et au cours de la saison 2003-04, il rejoint l'équipe du HC Vítkovice. Titulaire indiscutable, il connaît des saisons pleines et lors de l'édition 2006-07, alors que son équipe ne se qualifie pas pour les play-offs, il finit la saison en Suisse en jouant tout d'abord pour Fribourg-Gottéron de la Ligue nationale A avant d'aller donner un coup de main au HC Bienne de la Ligue nationale B.

### En équipe nationale
Il représente la République tchèque lors du championnat d'Europe junior de 1997 puis lors du championnat du monde 2007. L'équipe est éliminée en quart de finale tandis qu'en tant que doublure de Roman Čechmánek, Pinc ne joue qu'un seul match.